# Adolf Zukor
Adolf Zukor, születési nevén Cukor Adolf (Ricse, 1873. január 7. – Los Angeles, 1976. június 10.) magyar származású producer, a Paramount Pictures filmvállalat alapítója, a hollywoodi filmgyártás egyik létrehozója. Zukor készítette Amerika egyik első nagyjátékfilmjét, a The Prisoner of Zenda címűt, 1913-ban.

## Kezdeti évek
Falusi zsidó családba született, édesapja, Cukor Jákob, akinek szatócsboltja volt, meghalt, amikor egyéves volt, míg édesanyja, Liebermann Hanna 7 éves korában halt meg. Adolph és testvére, Arthur, nagybátyjukhoz, Liebermann Kálmánhoz költöztek Mátészalkára, ahol 4 polgárit végeztek el. Liebermann, aki rabbi volt, azt remélte, hogy unokaöccsei is rabbik lesznek, de ehelyett Adolph a család barátja, Blau Herman szárazáruüzletébe ment dolgozni Abaújszántóra. 
16 évesen eldöntötte, hogy kivándorol az Egyesült Államokba. 1891. március 1-jén hajózott ki Hamburgból a Rugia nevű hajón, és március 16-án érkezett meg New Yorkba, Adolf Zuckery néven. 1891-ben ő is, mint a legtöbb bevándorló, szerényen kezdte. Miután partra szállt New Yorkban, egy kárpitosműhelyben kezdett el dolgozni. Egy barátja aztán egy szőrmekereskedőnél szerzett neki gyakornoki állást.
Két év múlva, húsz évesen, már elismert szőrmeruha-tervező volt. Az 1893-as chicagói Kolumbusz-kiállítás középnyugatra vonzotta. Ott önálló, saját szőrmeüzletbe kezdett. Működésének második szezonjában a Zukor's Novelty Fur Company 25 fősre bővült, és saját kirendeltséget nyitott. 30 éves korára már jómódú fiatalembernek számított, kitűnő jövedelemmel és kényelmes lakással a 111. utca és a Hetedik sugárút sarkán, New York előkelő német-zsidó negyedében.

## Életpálya
Zukor 1893-ban látott egy filmet, és már akkor megérezte a benne rejlő nagy üzleti lehetőséget. 1903-ban, az unokatestvére, Max Goldstein, megkereste, hogy adjon neki kölcsönt egy moziba való befektetéshez. Goldstein sikerrel járt. Zukor 1904-ben betársult egy olyan cégbe, amely háromperces mozialkotásokat kínált egy penny bedobása fejében. Marcus Loew-vel, a későbbi mozimogullal szövetkezve hálózatot épített ki, és arra törekedett, hogy az új találmány iránti érdeklődést maximálisan kielégítse. A piacon azonban a korai nagy társaságokból alakult tröszt diktált, Zukornak tehát „robbantania” kellett. Megvásárolta a Sarah Bernhardt főszereplésével készült Les Amours de la reine Élisabeth című francia film forgalmazási jogát, és ezzel 1912-ben hatalmas nyereségre tett szert.
A mind magabiztosabb egykori szűcs még ugyanabban az esztendőben megalapította a Famous Players in Famous Plays Company-t, s a büszke cégtáblának megfelelően kiváló erőket szerződtetett igényes regények és színdarabok vászonra viteléhez. Többek között Edwin S. Porter, a tehetséges pionírok egyike rendezett számára, csillagai között pedig Mary Pickford, az első igazi sztár, is ott tündökölt.
1913-ban megszerezte a Frohman testvérek, a befolyásos New York-i színházi impresszáriók pénzügyi támogatását. Elsődleges célja az volt, hogy neves színpadi színészeket vigyen filmvászonra. Ebben az évben készítette el Zukor a The Prisoner of Zenda című filmet, amelyet a filmtörténet egyik első nagyjátékfilmjeként tartanak számon. A film készítéséhez megvásárolt egy fegyverraktárat a 26. utcában Manhattanben, és átalakította a Chelsea Studióvá, egy filmstúdióvá, amelyet még ma is használnak.

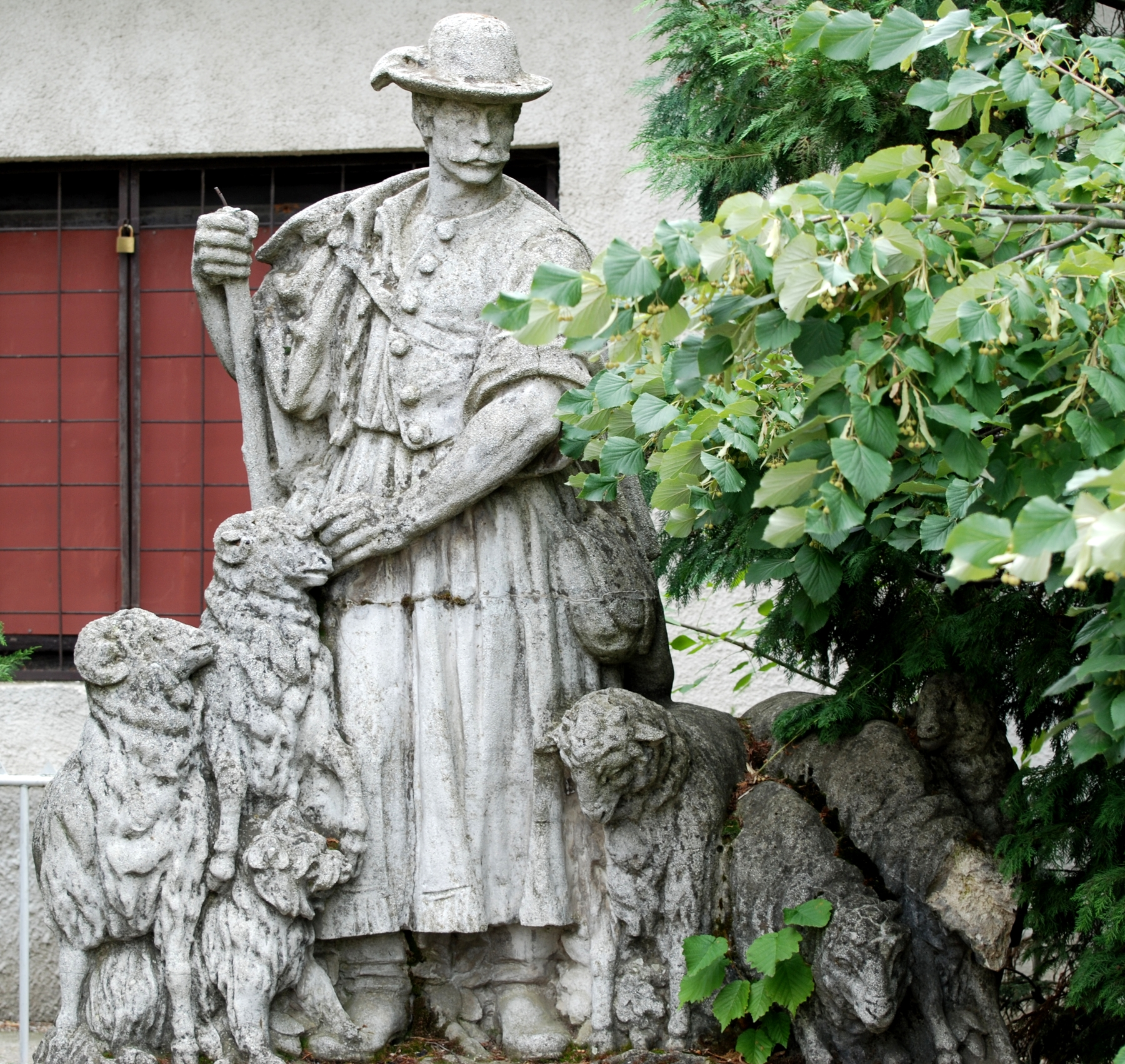
Ricse egyik nevezetessége, a Zukor által adományozott Juhász-kút felett látható névadó szoborcsoport

1914-ben Zukor már évi 30 film készítésére képes csapatot verbuvált, megnyílt a Broadwayn 3500 személyes mozipalotája, a Standard. Los Angeles külvárosában, Hollywoodban kibérelte egy narancsfarm gazdasági épületét, ott rendezte be az első stúdiót. Hamarosan csapatostól kéredzkedtek hozzá a népszerű szerepjátszók. Az ő "istállójából" került ki ekkor, ill. a fölemelkedés esztendeiben Douglas Fairbanks, John Barrymore, Pola Negri, Gloria Swanson, Clara Bow, Adolphe Menjou, Rudolph Valentino, Gary Cooper és a többi élő legenda. Bevezette a kizárólagosságot: színészei más cégek számára nem dolgozhattak.
Zukor cége 1916-ban egyesült Jesse L. Lasky Feature Film Company nevű filmcégével, az egyesülésből jött létre a Famous Players-Lasky filmgyár. A fúziót követően az óriási tekintéllyel rendelkező exmagyart választották elnökké. A birodalom megkoronázását a forgalmazási jogok többségének elnyerése jelenthette volna. Erre is született stratégia. William Hodkinson rendelkezett a legtöbb mozifilm vetítési jogával, így Zukor először felajánlotta neki a fúziót, de az elutasítástól sem jött zavarba: annak rendje és módja szerint megbuktatta vetélytársát és megvalósította elképzelését. Így kezdődött 1916-ban a Paramount Pictures krónikája.

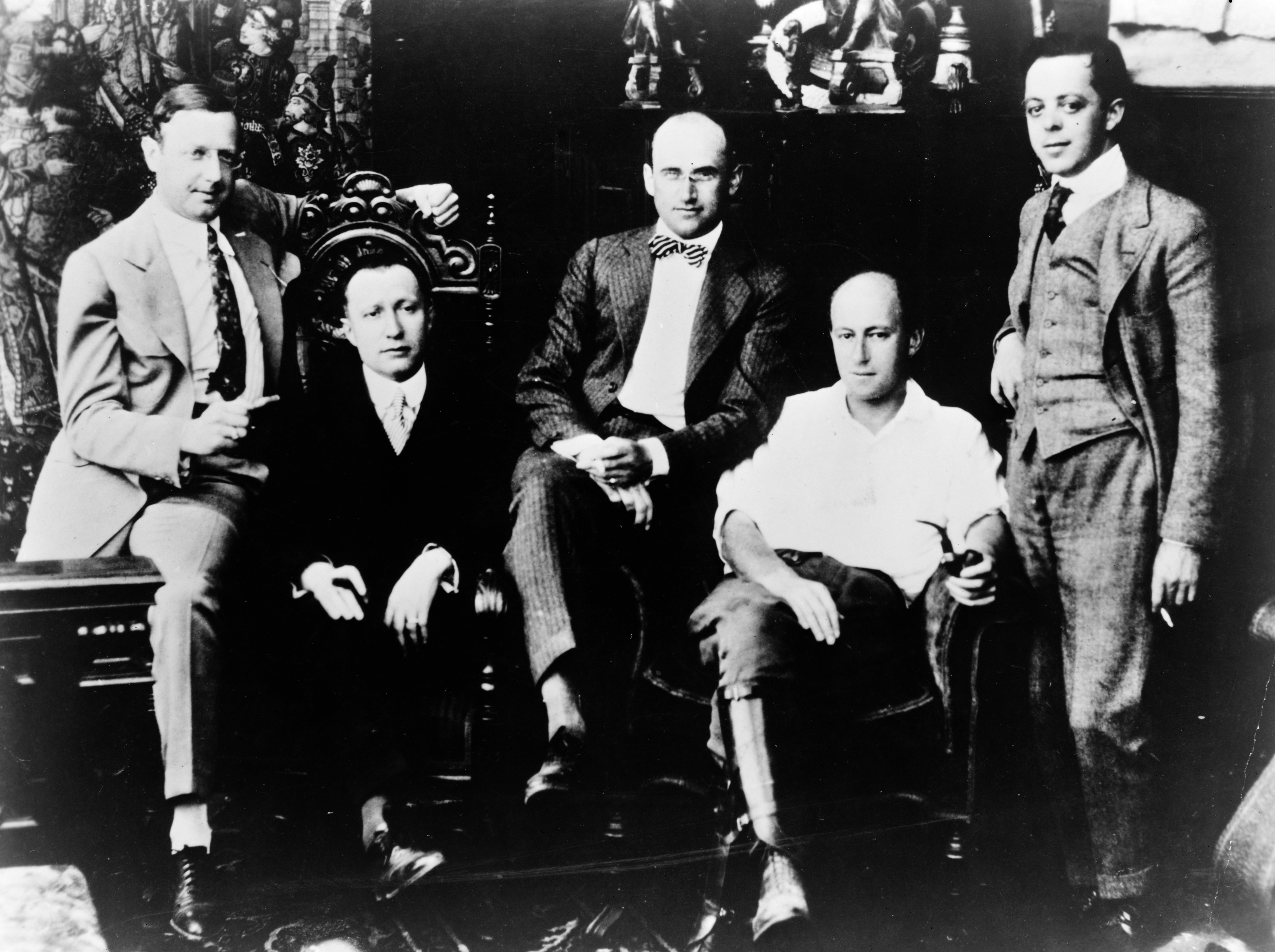
A Famous Players-Lasky 1916-os PR-fotója a Paramount Pictures alapításakor: Jesse L. Lasky, Adolph Zukor, Samuel Goldwyn, Cecil B. DeMille és Al Kaufman (balról jobbra)

A birodalom és vezére uralkodott a filmszakmában, de a virágzás nem tartott örökké. 1932-ben a könyvek 21 millió dolláros deficitet mutattak.
A hosszabb szünet utáni újjászervezéstől kezdve a cég a Paramount Pictures Inc. nevet viselte. Barney Balaban lett az új vezető, ám az alapítónak sem kötöttek útilaput a talpára: az igazgatótanács elnökeként továbbra is bejárhatott hivatalába.
Az 1940-es évek végén a televíziót akarta az ellenőrzése alá vonni. Szövetkezett az ABC (American Broadcasting Company) tévétársasággal, ami nem kis hatalmat és befolyást jelentett.

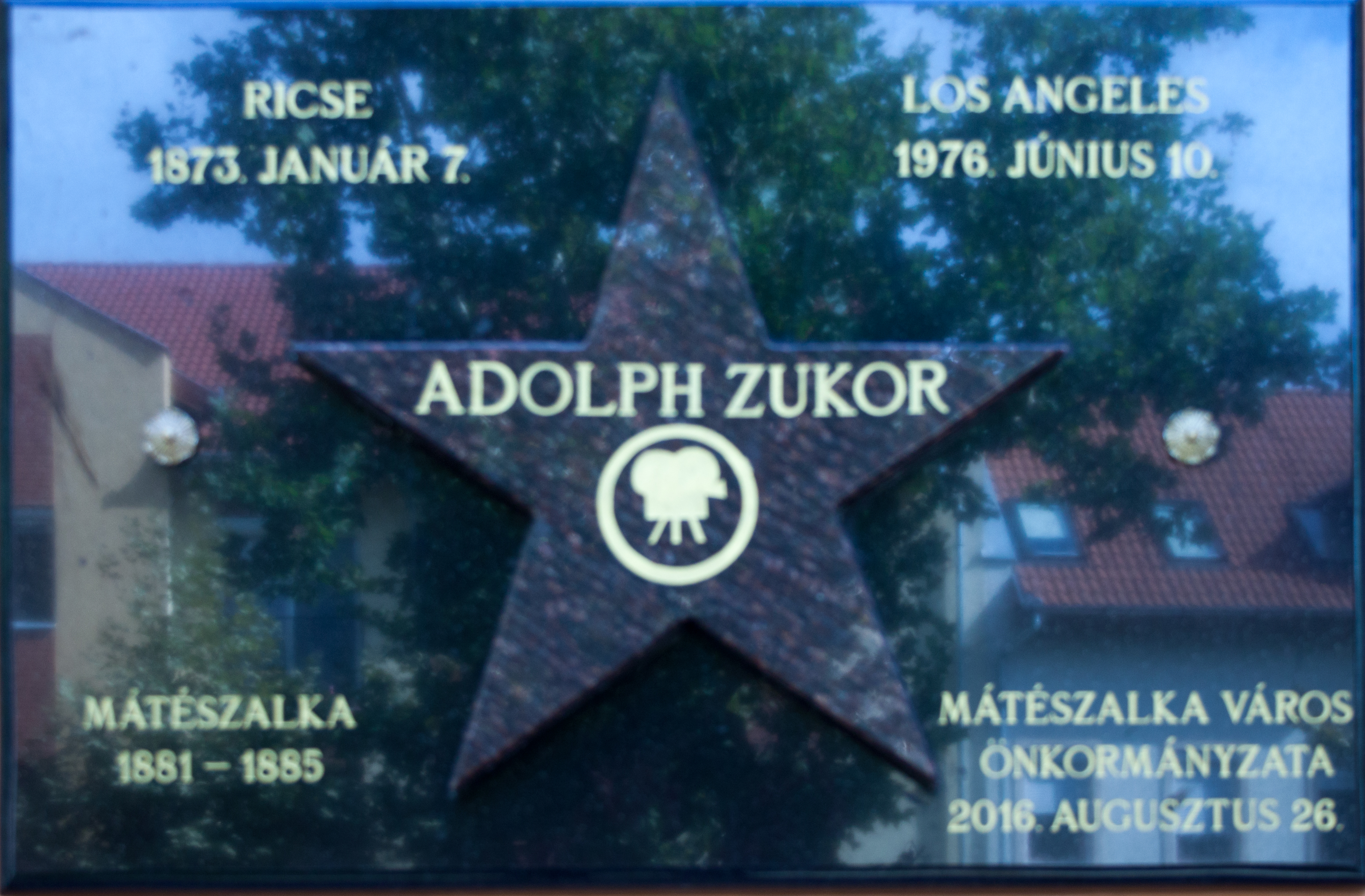
Adolph Zukor emléktáblája a mátészalkai zsinagóga falán

1966-ban a stúdió a Gulf and Western Industries nevű konszernbe olvadt. Adolph Zukor a "szép új világon" is rajta tarthatta a szemét, tiszteletbeli elnökként fürödhetett a népszerűségben.
1949-ben életművéért Oscar-díjat kapott. Századik születésnapját világraszóló külsőségek között ünnepelték meg. Munkásságának elismerése, hogy egyike azon magyaroknak, akik csillagot kaptak a Hollywoodi hírességek sétányán.

## Magánélet
1897-ben feleségül vette Lottie Kaufmant; két gyermekük született, Eugene J. Zukor, aki 1916-ban a Paramount vezetője lett, és Mildred Zukor Loew, aki Arthur Loewhöz, Marcus Loew fiához ment feleségül.
Zukor 1976. június 10-én, 103 éves korában, természetes halállal halt meg Los Angeles-i rezidenciáján. A New York-i Hastings-on-Hudsonban található Temple zsidó temetőben temették el.

## Filmográfia

### Producer
| Év   | Cím                    | Rendező                    |
| ---- | ---------------------- | -------------------------- |
| 1913 | The Prisoner of Zenda  | Hugh Ford, Edwin S. Porter |
| 1924 | Pán Péter              | Herbert Brenon             |
| 1926 | Beau Geste             | Herbert Brenon             |
| 1927 | Wings                  | William A. Wellman         |
| 1928 | The Docks of New York  | Josef von Sternberg        |
| 1928 | The Wedding March      | Erich von Stroheim         |
| 1931 | Dr. Jekyll és Mr. Hyde | Rouben Mamoulian           |
| 1932 | Shanghai Express       | Josef von Sternberg        |
| 1936 | The Milky Way          | Leo McCarey                |
| 1937 | Souls at Sea           | Henry Hathaway             |
| 1938 | Professor Beware       | Elliott Nugent             |

### Színész
| Év   | Cím                          | Szerep           | Megjegyzés    |
| ---- | ---------------------------- | ---------------- | ------------- |
| 1929 | Glorifying the American Girl | Önmagát alakítja | Kreditálatlan |

## Önéletírása magyarul
- A közönség sohasem téved. Adolph Zukor önéletrajza Dale Kramer tollából; ford. Kovács Dominika, Csányi Dóra, Takó Sándor; FilmHungary, Bp., 2020 (Magyarok Hollywoodban könyvsorozat)